# Moosbach (Wiese)
Der Moosbach (auch Kohlhüttenmoosbächle) ist ein gut 1,1 Kilometer langer Bach des Südschwarzwaldes im baden-württembergischen Landkreis Lörrach. Er entspringt auf dem Gebiet der Gemeinde Tunau nördlich des Haldenfelsens und mündet in Utzenfeld gegenüber dem Gewerbegebiet Niedermatt von links und Süden in die Wiese.

## Name
In der amtlichen Gewässerkarte hat der Bach keinen Namen und auch keine Gewässerkennzahl. Ebenso namenlos ist er auf der Karte des Geoportals Baden-Württemberg.
Auf Google Maps und dem Messtischblatt von 1927 in der Deutschen Fotothek trägt der Bach den Namen Kohlhüttenmoosbächle.
Das geschützte Biotop entlang des Bachs trägt den Namen „Moosbach S Utzenfeld“, auf der Historischen Gemarkungsübersicht Baden im Geoportal Baden-Württemberg heißt der Bach ebenfalls Moosbach. Letzterer Name wird hier verwendet.

## Geographie

### Verlauf
Der Moosbach entspringt auf etwa 815 m ü. NHN knapp 250 Meter nördlich des Haldenfels′ auf dem Gebiet der Gemeinde Tunau. Der Bachlauf in südwestlicher Richtung überquert nach weniger als 100 Metern die Grenze zur Gemeinde Utzenfeld, wo er durch den Walddistrikt Stalden sein zunehmend steiler werdendes Tal hinab fließt. Kurz vor Erreichen der B 317 biegt er Richtung Westen ab und verläuft rund 250 Meter lang weitgehend parallel zur Straße, ehe er diese unterquert und auf etwa 547 m ü. NHN von links und Südsüdosten in die Wiese mündet.
Der gut 1,1 km lange Lauf des Moosbachs endet rund 270 Höhenmeter unterhalb seiner Quelle, er hat somit ein mittleres Sohlgefälle von etwa 27 %.

### Einzugsgebiet
Das naturräumlich zum Südschwarzwald gehörende Einzugsgebiet ist knapp 60 Hektar groß und liegt zu rund zwei Dritteln auf dem Gemeindegebiet von Utzenfeld, das restliche Drittel gehört zur Gemeinde Tunau. Der höchste Punkt des Einzugsgebiets liegt im Südosten auf ungefähr 950 m ü. NHN auf einem Ausläufer des Staldenkopfs. 
Die Einzugsgebiete der folgenden Nachbargewässer grenzen an:
- Im Osten und Westen werden die Gebiete von der Wiese selbst entwässert;
- jenseits der südlichen Wasserscheide liegt das Einzugsgebiet des Grabenbachs und seiner beiden Nebenläufe Gutenbrunnenbächle und Wolfgrabenbächle, diese ergießen sich  über den Schleifenbach weiter unterhalb in die Wiese;
- im Südwesten konkurriert das Lochbächle, welches direkt unterhalb des Moosbachs in die Wiese mündet.

### Zuflüsse
Auf der amtlichen Gewässerkarte sind keine benannten Zuflüsse verzeichnet, lediglich drei namenlose Hangwaldbäche:
1. rund 220 Meter lang, entspringt auf etwa 795 m ü. NHN, mündet auf etwa 710 m ü. NHN von links und Süden;
2. rund 190 Meter lang, entspringt auf etwa 762 m ü. NHN, mündet auf etwa 695 m ü. NHN von rechts und Osten;
3. rund 160 Meter lang, entspringt auf etwa 705 m ü. NHN, mündet auf etwa 648 m ü. NHN von links und Südwesten.

### Flusssystem Wiese
- Fließgewässer im Flusssystem Wiese